# Денин, Николай Васильевич
Николай Васильевич Де́нин (род. 15 мая 1958, Домашово, Брянская область) — российский государственный и политический деятель. В 2004—2014 годах — губернатор Брянской области. Бывший член Высшего совета партии «Единая Россия».

## Биография
Родился 15 мая 1958 года в деревне Домашово Брянского района Брянской области в крестьянской семье. Родители Василий Александрович и Екатерина Семёновна.
В 1977 году Денин окончил Новозыбковский сельскохозяйственный техникум. После окончания техникума до 1980 года работал в совхозе «Домашовский» (Брянский район Брянской области) слесарем, комбайнером, автомехаником, заведующим мастерскими совхоза. В 1980 году был избран председателем Домашовского сельского совета Брянского района, а в 1981 году назначен директором совхоза «Домашовский».
В 1983—1985 годах Денин избирался депутатом Брянского районного совета. В 1986 году окончил Всесоюзный сельскохозяйственный институт заочного образования, получив специальность «инженер-механик». Являлся членом КПСС до её запрещения в августе 1991 года.
В 1992 году возглавил птицефабрику «Снежка» в поселке Путевка Брянской области. В июле 1993 года птицефабрика была акционирована, получив название ОАО «Снежка», а Денин стал её генеральным директором.
8 декабря 1996 года был избран депутатом Брянской областной Думы третьего созыва по избирательному округу № 23. Был выдвинут группой избирателей и поддержан КПРФ. В декабре 1999 года баллотировался в депутаты Государственной думы III созыва по Брянскому одномандатному избирательному округу № 64. Был выдвинут избирателями. Получил на выборах 17,73 % голосов (второе место), проиграв Василию Шандыбину (36,59 %).
Весной 2000 года во время избирательной кампании по выборам Президента России принимал участие в работе штаба в поддержку Владимира Путина. 10 декабря 2000 года на выборах главы администрации области занял второе место (21,09 % голосов), проиграв действующему главе администрации Юрию Лодкину (29,39 %). 10 декабря 2000 года был избран депутатом Брянской областной Думы третьего созыва. Претендовал на пост председателя областной Думы, но проиграл Валентине Дёминой.
В марте 2001 года был избран председателем Брянского регионального Координационного Совета партии «Единство».
В сентябре 2003 года был выдвинут партией «Единая Россия» кандидатом в депутаты Государственной думы VI созыва по Брянскому одномандатному избирательному округу № 66 (Брянская область). Выиграл выборы с результатом 31,95 % голосов избирателей. В Государственной думе вошёл в состав фракции «Единой России», стал членом думского комитета по аграрным вопросам. С января по декабрь 2004 года являлся депутатом Парламентского собрания Союза России и Белоруссии. В 2003 году Н. В. Денин окончил Российскую академию госслужбы при президенте РФ.
В сентябре 2004 года вновь выдвинул свою кандидатуру на пост главы области. Основной соперник, действующий глава администрации Юрий Лодкин, был поддержан КПРФ и Аграрной партией (блок «КПРФ — АПР за Победу!»). 29 ноября 2004 года Юрий Лодкин был лишён регистрации. В первом туре выборов Денин набрал 44,7 % и вышел во второй тур вместе с кандидатом от Союза правых сил Евгением Зеленко (12,5 %). Против всех проголосовало 20,5 %. Во втором туре победил Денин, получивший 77,83 % (Зеленко — 10,32; против всех — 10,62 %) при явке избирателей 37,79 %. 28 декабря 2004 года досрочно прекращены полномочия как депутата Государственной думы в связи с избранием на должность губернатора Брянской области.
17 января 2005 года автомобиль модели Toyota Land Cruiser, в котором находился губернатор Денин, по дороге в Москву в Калужской области недалеко от Обнинска сбил пожилую женщину, скончавшуюся от полученных травм. Органами ГИБДД водитель был признан невиновным.
18 октября 2007 года депутаты Брянской областной Думы, рассмотрев представление Президента Российской Федерации В. В. Путина, приняли решение о наделении его полномочиями Губернатора Брянской области на ближайшие пять лет. В октябре 2007 года Денин возглавил региональный список кандидатов «Единой России» в Брянской области на выборах в Государственную думу V созыва. После победы от депутатского мандата отказался.
С 16 июня по 18 декабря 2010 — член президиума Государственного совета Российской Федерации.
В сентябре 2012 года стало известно, что МВД России подозревает Денина в том, что он, превысив свои полномочия, выделил из резервного фонда области 21,8 миллионов рублей ОАО «Снежка» (контрольный пакет акций которого принадлежат его родственникам и которое он возглавлял до избрания губернатором) на ликвидацию последствий взрыва в одном из цехов птицефабрики, чем причинил значительный ущерб областному бюджету. Сам Денин личную заинтересованность в выделении денежных средств на ликвидацию последствий взрыва отрицает и считает что интерес к его действиям связан исключительно с избирательной кампанией, утверждает что узнал о претензиях МВД только из СМИ.
В 2012 году зарегистрирован кандидатом от партии Единая Россия на выборах губернатора Брянской области, назначенных на 14 октября 2012 года, но из-за предоставления недействительных подписей при выдвижении в областную избирательную комиссию, 05 октября 2012 года, по жалобе кандидата от Коммунистической партии Российской Федерации Вадима Потомского, был снят с выборов решением Брянского областного суда. 11 октября решение Брянского областного суда отменено Верховным Судом, регистрация Денина в качестве кандидата в губернаторы была восстановлена. При этом, депутат Госдумы от «Единой России» Ирина Яровая заявила о восстановлении Денина на выборах за несколько часов до начала заседания Верховного суда.
14 октября 2012 года избран губернатором Брянской области, набрав 65,22 % голосов. Кандидат от КПРФ Вадим Потомский в свою поддержку получил 30,83 %. Снявшийся с выборов в пользу Денина кандидат от ЛДПР Михаил Марченко после выборов был назначен представителем Брянской области в Совете Федерации.
9 сентября 2014 года отправлен в отставку Президентом России Владимиром Путиным в связи с утратой доверия. 21 мая 2015 года Следственный Комитет России предъявил обвинение Денину в злоупотреблении должностными полномочиями. 19 ноября 2015 года Советским районным судом Брянской области признан виновным в инкриминируемом преступлении и приговорён к четырём годам лишения свободы с отбыванием в колонии общего режима. Взят под стражу в зале суда.
24 апреля 2018 года освобождён по УДО, в связи с выплатой 21,8 миллиона рублей в доход государства.

## Семья
Женат, двое детей. Супруга, Надежда Ивановна — специалист Снежской сельской администрации. Сын Александр — студент Брянского государственного университета, дочь Татьяна — следователь Брянского районного отдела полиции.

## Награды
- Орден Почёта (1997) — за заслуги перед государством и многолетний добросовестный труд[18]
- Орден Дружбы (2008) — за большой вклад в социально-экономическое развитие области и многолетний добросовестный труд[19]
- Орден «Знак Почёта» (1986)[1][4].
- Заслуженный работник сельского хозяйства Российской Федерации (1994) — за заслуги в области сельского хозяйства и многолетний добросовестный труд[20].
- Лауреат национальной премии «Россиянин года» (2004) — за сознательное служение идеалам справедливого общественного устройства[21]
- Благодарность Президента Российской Федерации (2011) — за заслуги в подготовке и проведении мероприятий с участием Президента Российской Федерации[22]
- Орден преподобного Сергия Радонежского II степени (РПЦ, 2012) — во внимание к помощи в строительстве кафедрального собора Живоначальной Троицы г. Брянска[23].